# HAUS4
HAUS4 (англ. HAUS augmin like complex subunit 4) – білок, який кодується однойменним геном, розташованим у людей на 14-й хромосомі. Довжина поліпептидного ланцюга білка становить 363 амінокислот, а молекулярна маса — 42 400.
| 10         |  | 20         |  | 30         |  | 40         |  | 50         |
| ---------- |  | ---------- |  | ---------- |  | ---------- |  | ---------- |
| MASGDFCSPG |  | EGMEILQQVC |  | SKQLPPCNLS |  | KEDLLQNPYF |  | SKLLLNLSQH |
| VDESGLSLTL |  | AKEQAQAWKE |  | VRLHKTTWLR |  | SEILHRVIQE |  | LLVDYYVKIQ |
| DTNVTSEDKK |  | FHETLEQRLL |  | VTELMRLLGP |  | SQEREIPPLL |  | GLEKADLLEL |
| MPLSEDFVWM |  | RARLQQEVEE |  | QLKKKCFTLL |  | CYYDPNSDAD |  | SETVKAAKVW |
| KLAEVLVGEQ |  | QQCQDAKSQQ |  | KEQMLLLEKK |  | SAAYSQVLLR |  | CLTLLQRLLQ |
| EHRLKTQSEL |  | DRINAQYLEV |  | KCGAMILKLR |  | MEELKILSDT |  | YTVEKVEVHR |
| LIRDRLEGAI |  | HLQEQDMENS |  | RQVLNSYEVL |  | GEEFDRLVKE |  | YTVLKQATEN |
| KRWALQEFSK |  | VYR        |  |            |  |            |  |            |

A: Аланін

C: Цистеїн

D: Аспарагінова кислота

E: Глутамінова кислота

F: Фенілаланін

G: Гліцин

H: Гістидин

I: Ізолейцин

K: Лізин

L: Лейцин

M: Метіонін

N: Аспарагін

P: Пролін

Q: Глутамін

R: Аргінін

S: Серин

T: Треонін

V: Валін

W: Триптофан

Задіяний у таких біологічних процесах, як клітинний цикл, поділ клітини, мітоз, альтернативний сплайсинг. 
Локалізований у цитоплазмі, цитоскелеті.